# Rafał Józef Czerwiakowski

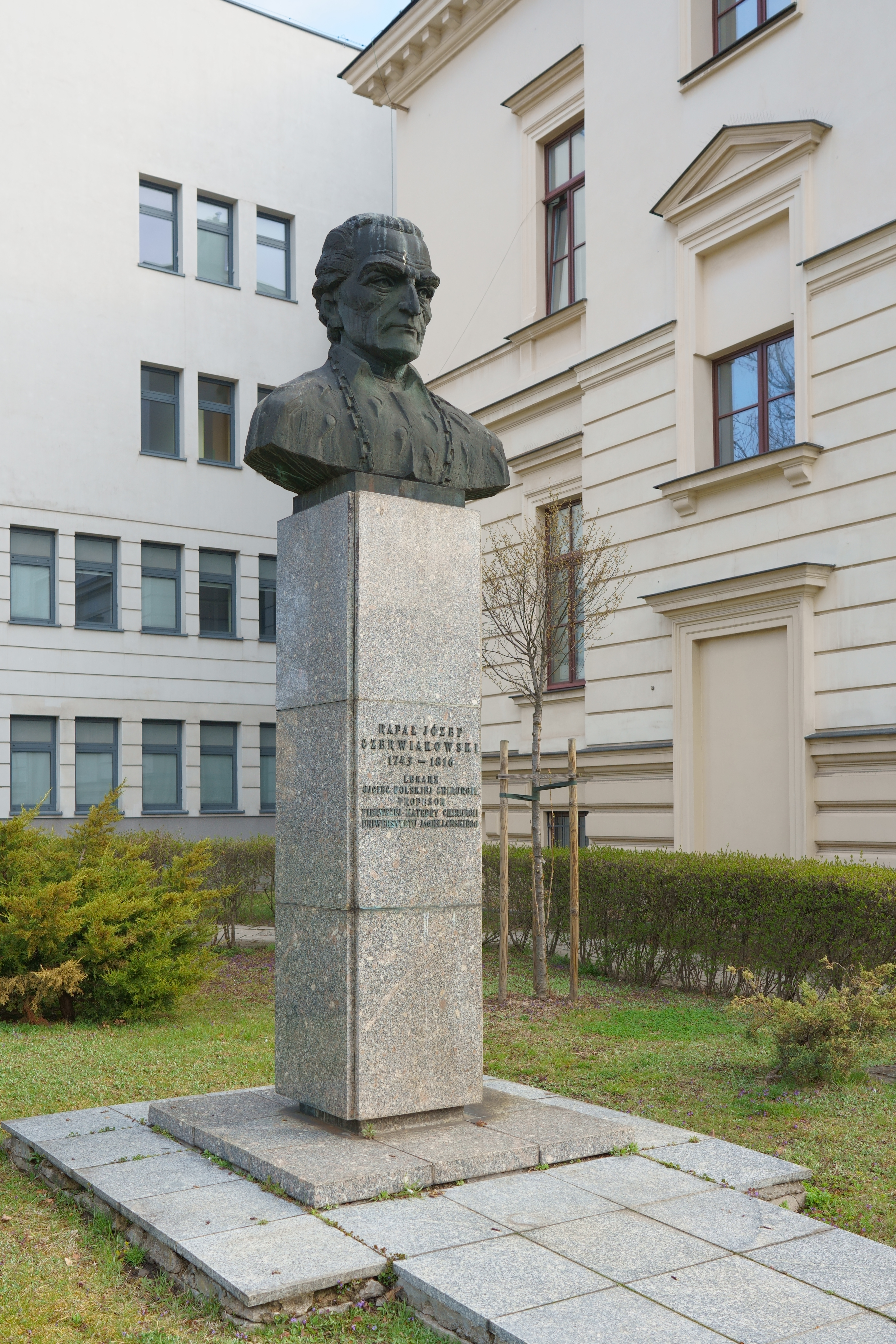
Rafał Czerwiakowski. Popiersie. Kraków ul. Kopernika 40

Rafał Józef Czerwiakowski (ur. 24 października 1743, zm. 5 sierpnia 1816) – polski anatom, chirurg, położnik, twórca pierwszej w Polsce katedry chirurgii.

## Życiorys
Syn administratora majątku ziemskiego. Pierwsze nauki pobierał w domu, następnie w szkole pijarskiej w Pińsku. W 1762 roku wstąpił do zakonu pijarów, w 1765 złożył śluby zakonne. W 1771 roku został wysłany do Rzymu na studia medyczne, które ukończył w 1776 roku z tytułem doktora medycyny i filozofii. Uzupełniał wiedzę chirurgiczną w Paryżu, a położniczą w Berlinie. Przez trzy lata praktykował w Szpitalu św. Ducha w Rzymie. Wrócił do Polski w 1779 roku. Osiadł w Krakowie, gdzie rozpoczął nauczanie chirurgii, położnictwa i anatomii na poziomie uniwersyteckim, w pierwszym szpitalu klinicznym w Krakowie (Szpital Akademicki Św. Barbary) powstałym w 1780 roku z inicjatywy Andrzeja Badurskiego w pojezuickim Kolegium św. Barbary przy Małym Rynku. Był pierwszym w Polsce organizatorem kształcenia chirurgów. Został profesorem Anatomii, Chirurgii i Położnictwa w reformowanej przez Hugona Kołłątaja Akademii Krakowskiej. Rozpoczął pracę jako chirurg w szpitalu św. Łazarza, tworząc pierwszą w Polsce uniwersytecką  Katedrę Chirurgii i Położnictwa w Krakowie (do 1785 także anatomii). W tym czasie za wstawiennictwem prymasa Michała Poniatowskiego został przez papieża zwolniony ze ślubow zakonnych. W 1785 roku król Stanisław August Poniatowski nadał mu tytuł „nadwornego konsyliarza”.

W czasie insurekcji kościuszkowskiej pełnił funkcję naczelnego chirurga wojsk polskich (został naczelnym lekarzem w Głównym Lazarecie w Krakowie). W 1803 roku opuścił katedrę z powodu choroby i zaczął pisać pracę „Narząd opatrzenia chirurgicznego”, która stała się pierwszym podręcznikiem chirurgii teoretycznej i praktycznej w języku polskim.
Był wynalazcą kilku narzędzi chirurgicznych np. gnipsu (noża zakończonego główką używanego do rozcinania ran) i wyciągu do leczenia złamań kości. Był prekursorem ortopedii w Polsce.
Dzięki zasługom dla chirurgii polskiej został nazwany „ojcem chirurgii polskiej”.

Zajmował się też działalnością dobroczynną. Był lekarzem studentów mieszkających w bursach, ubogich leczył bezpłatnie. Posiadał dużą kolekcję książek i instrumentów chirurgicznych, które w testamencie zapisał Akademii Krakowskiej. Obecnie (2022) takie narzędzia jak: żelazne żegadła (kautery) i kulociągi ze zbiorów Rafała Czerwiakowskiego znajdują się wśród eksponatów w Muzeum Historii Medycyny Uniwersytetu Jagiellońskiego Collegium Medicum, które od 1992 roku ma swoją siedzibę w Domu Towarzystwa Lekarskiego Krakowskiego przy ulicy Radziwiłłowskiej 4.
Był mężem Marii z Maszyńskich, mieli syna Ignacego Rafała Napoleona (1808-82).
Pochowany na cmentarzu Rakowickim w Krakowie, (pas 25, wsch., gr. rodz.).
Był jedną z pierwszych znanych i zasłużonych postaci, które zostały pochowane na nowym cmentarzu. Pierwszy nekrolog informujący o pochówku na cmentarzu Rakowickim w „Gazecie Krakowskiej”, który ukazał się w 1816 roku dotyczył właśnie pogrzebu profesora Rafała Czerwiakowskiego.

## Dzieła
Autor szeregu prac, między innymi: 
- Wywód o narzędziach cyrulickich (1779)[1]
- Dyssertacyja o szlachtności, potrzebie i użytku chirurgii (1791)[1]
- Narząd opatrzenia chirurgicznego (w sześciu częściach[5], ukazała się po śmierci profesora, 1816-17)[4]
- Chirurgia praktyczna (pozostała w rękopisie, wydana drukiem w 1969)[4].

## Upamiętnienie
- W Krakowie przy ul. Floriańskiej znajduje się kamienica Pod Wiewiórką, w której mieszkał Czerwiakowski. W 1989 r. na fasadzie budynku umieszczono tablicę z napisem: „Tu żył i zmarł Rafał Józef Czerwiakowski 1743–1816, ojciec chirurgii polskiej”.
- W 1989 r. Poczta Polska wyemitowała w nakładzie 6 mln sztuk upamiętniający go znaczek pocztowy o nominale 40 złotych[10].
- Przy ul. Kopernika 40 na terenie Szpitala Uniwersyteckiego znajduje się jego pomnik – popiersie autorstwa Józefa Sękowskiego[1].
- Jest patronem ulicy w Dzielnicy XII Bieżanów-Prokocim (Rżąka)[1].
- W 1992 r. jego imieniem nazwano szpital położniczy przy ul. Siemiradzkiego[1].
- W kolegiacie św. Anny w Krakowie znajduje się epitafium upamiętniające chirurga[11].